# Williams Christ

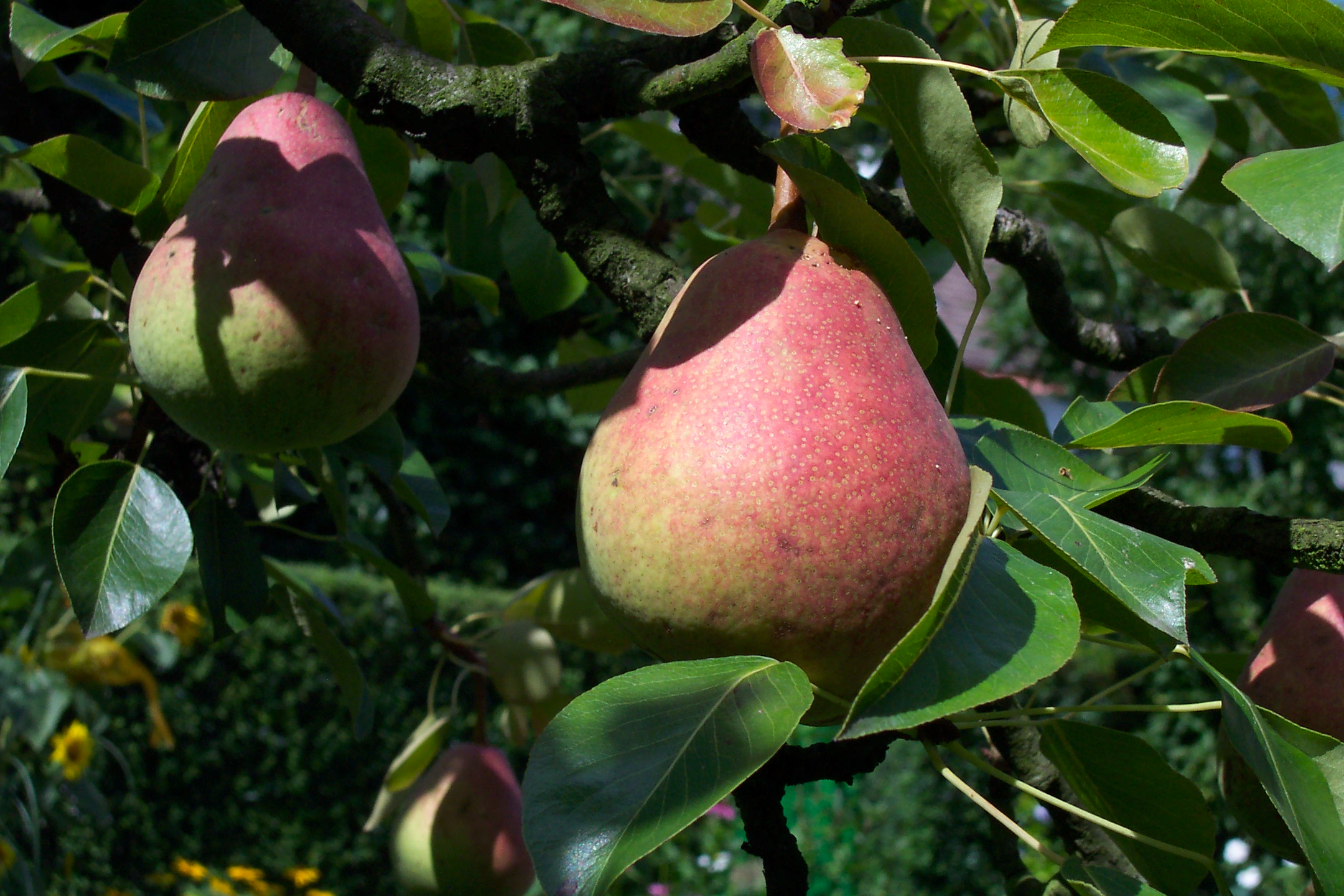
Birnen der Sorte Williams Christ

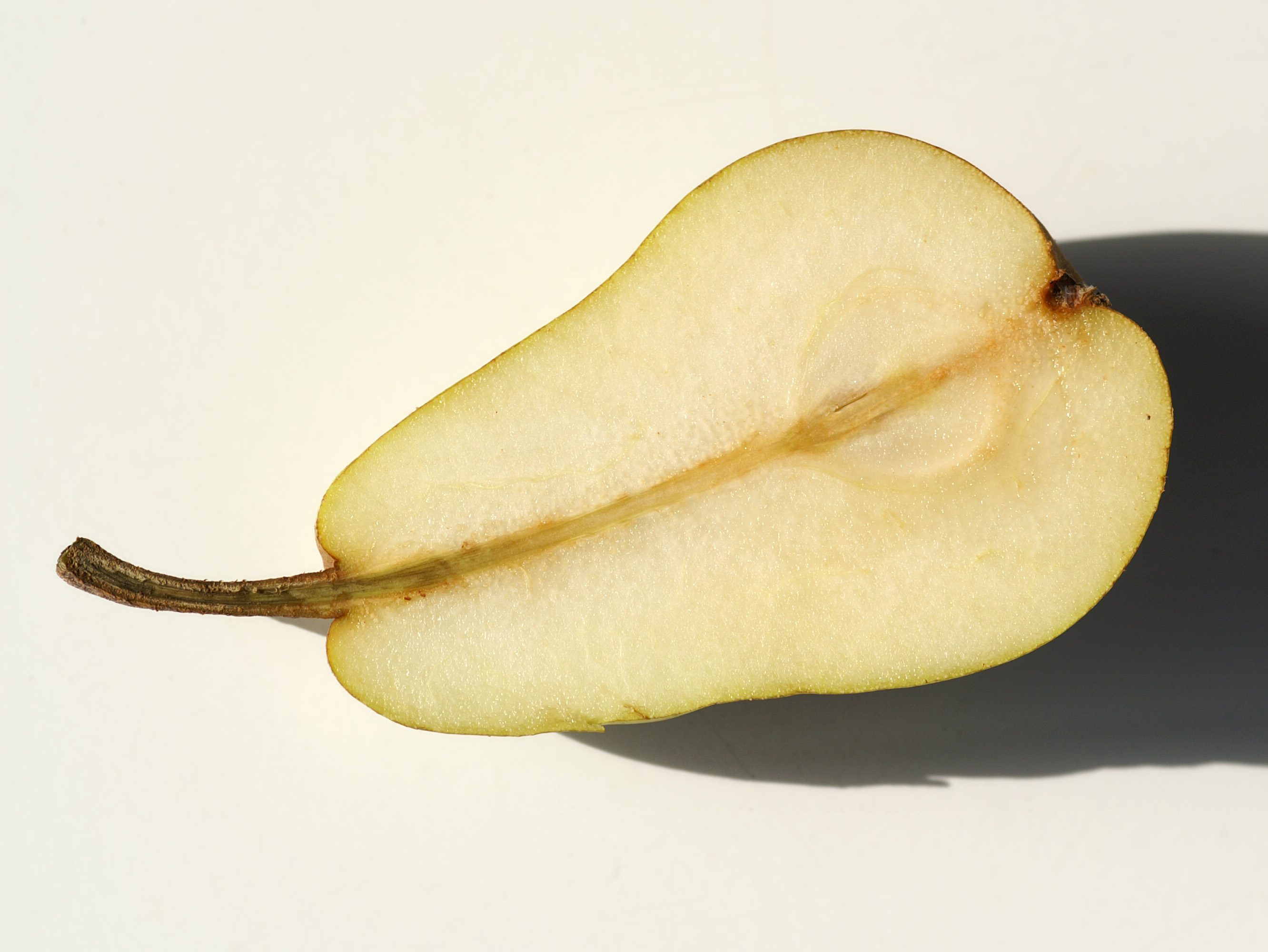
Williamsbirne durch die Mitte aufgeschnitten

Als Williams Christ wird eine Sorte der Birne (Pyrus communis) bezeichnet. Auch der aus ihr gewonnene Obstbrand wird so genannt. Der ursprüngliche Name der Frucht ist Bon-Chrétien Williams, in den USA und Kanada wird sie Bartlett genannt.

## Geschichte
Die ältesten Nachweise der Birnensorte Williams Christ gehen bis etwa 1770 (England) zurück. Benannt wurde die Sorte nach ihrem ersten Verbreiter, dem Baumschuler Williams aus London. Der Beiname Bon-Chrétien bedeutet auf Französisch „Guter Christ“. Dieser soll sich auf den Heiligen Franz von Paola beziehen, der dem französischen König Ludwig XI., genannt der Kluge, einst Birnensamen aus seiner Heimat Kalabrien angeboten hat, die dann auf königlichen Befehl ausgesät wurden. Abkömmlinge dieser Varietät sollen dann um 1770 nach England gelangt sein und dann von der Baumschule Williams in ganz Großbritannien verbreitet worden sein. Mitte des 19. Jahrhunderts war diese Sorte in Belgien bekannter als in England und fand damals über den belgischen Pomologen van Mons Verbreitung in ganz Europa sowie in Nord- und Südamerika. In den 1920er Jahren war die Williams Christ eine der drei Birnensorten, die zu Reichsobstsorten gewählt wurden.
Nach einer anderen Überlieferung soll der Name resp. Namensteil „Christ“ von dem Pomologen Christ (von 1786 bis 1813 Pfarrer in Kronberg im Taunus) kommen.

## Beschreibung

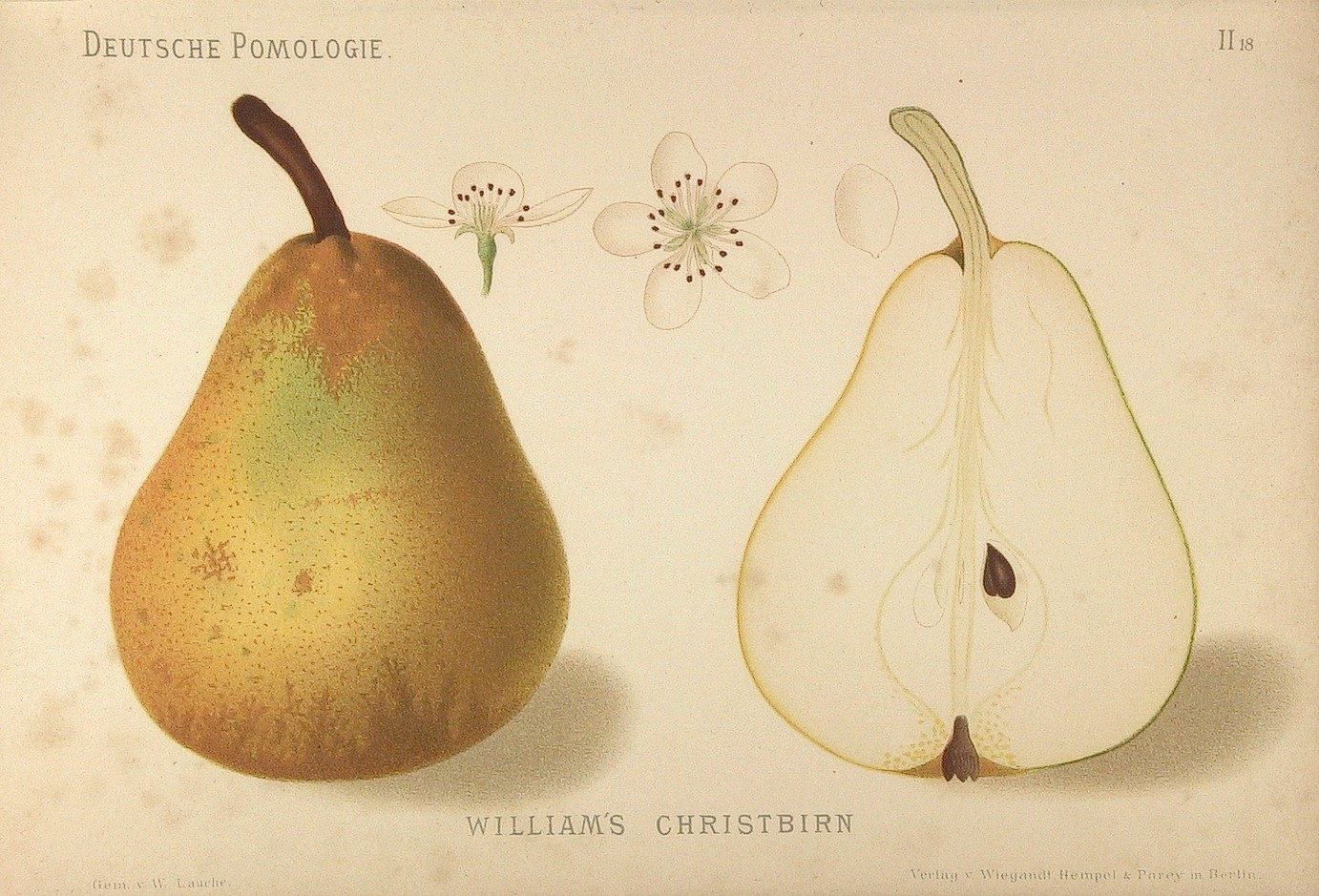
Zeichnung von Wilhelm Lauche

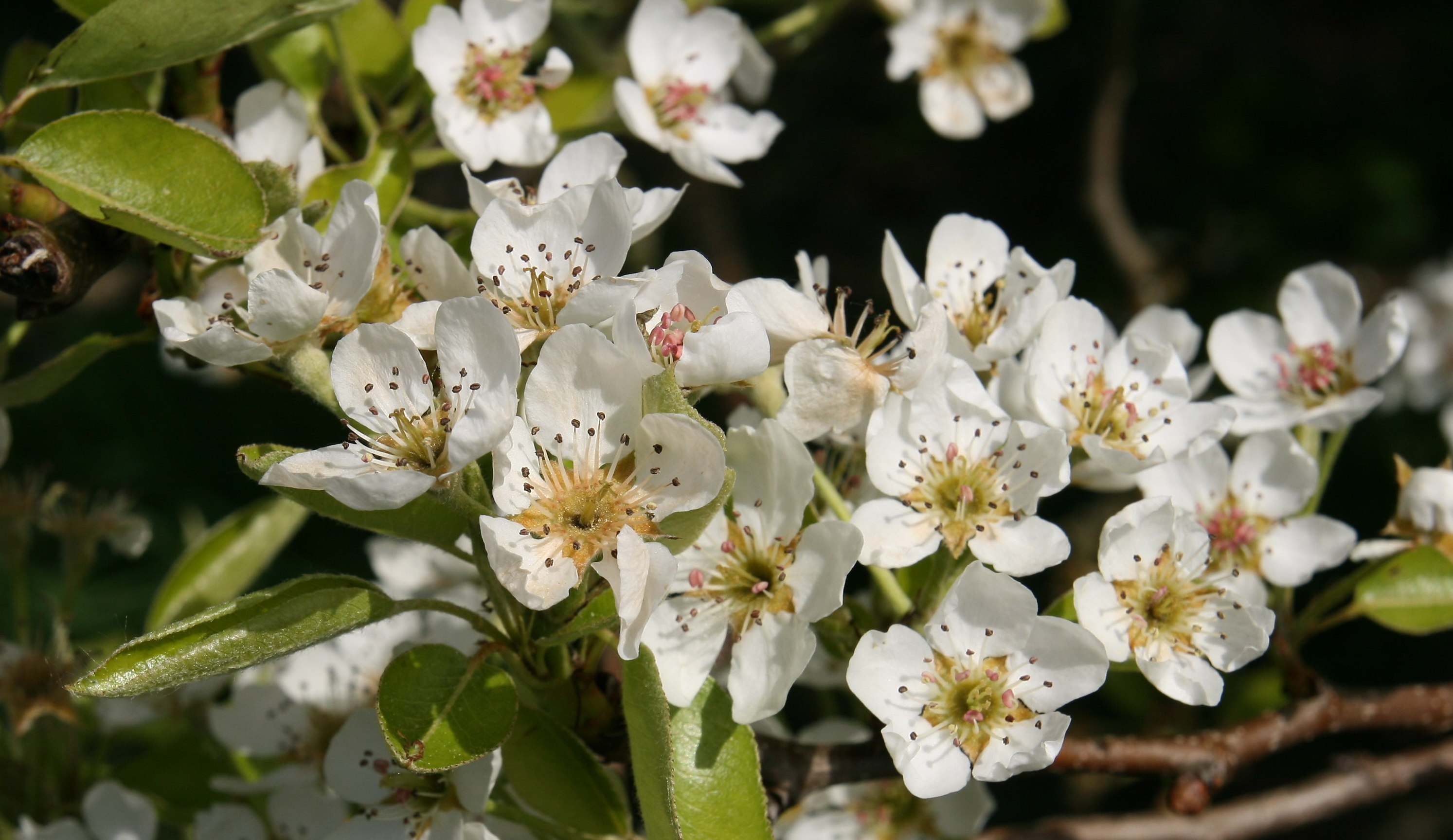
Blüte

Der Baum wächst mittelstark mit pyramidalem, etwas sparrigem Kronenaufbau. Die Blätter sind groß, der Rand ist schwach gesägt und aufwärts gebogen. Die Blütezeit ist mittelspät. Schon junge Bäume tragen Früchte, der Ertrag ist regelmäßig und groß. Allerdings ist der Baum anfällig für Schorf und Feuerbrand, einzelne Zweige können im Winter zurückfrieren. Die diploide Sorte benötigt eine andere Sorte zur Befruchtung, geeignet sind etwa Conference, Gellerts Butterbirne und Clapps Liebling, nicht geeignet ist die Sorte Gute Luise.
Die Frucht ist groß (bis 10 cm lang und 180 g schwer) und gedrungen birnenförmig. Parthenokarpe Früchte, die gelegentlich gebildet werden, sind kleiner und walzenförmig. Die Schale ist gelb-grün gefärbt, sonnenseits leicht orange überhaucht. Die Lentizellen sind deutlich sichtbar, um den Kelch ist die Frucht berostet. Das Fruchtfleisch ist gelb-weiß, schmelzend, mit gutem, intensivem Aroma. Die Frucht reift Ende August bis Anfang September. Sie kann etwa zwei Wochen, im Kühllager auch bis zu drei Monate, gelagert werden.

## Verwendung

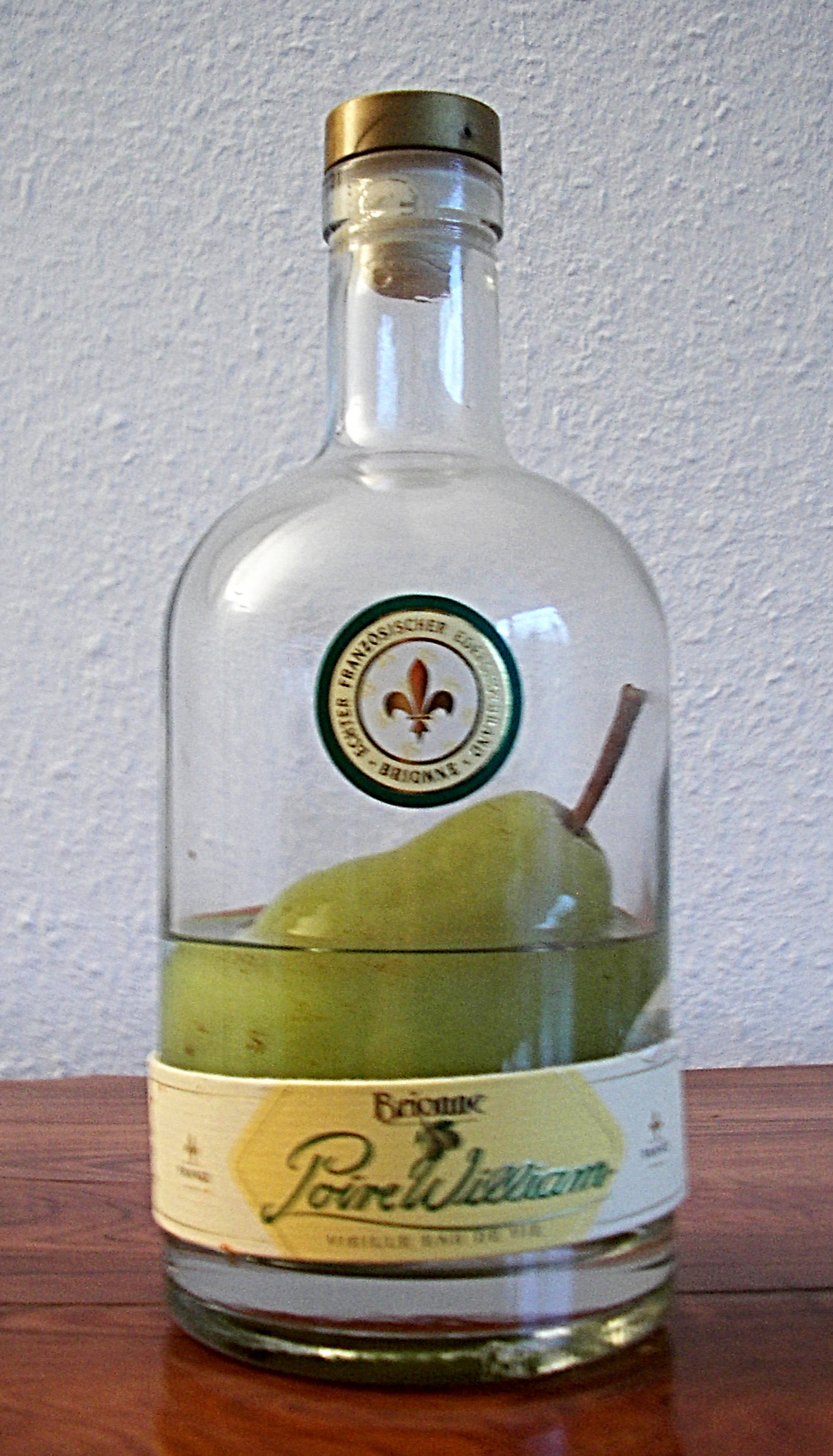
Flasche Williams-Christ-Obstbrand. Das tief angebrachte Etikett verdeckt die Naht in der Flasche, die Birne ist nicht hineingewachsen, sondern reif in die Flasche eingebracht.

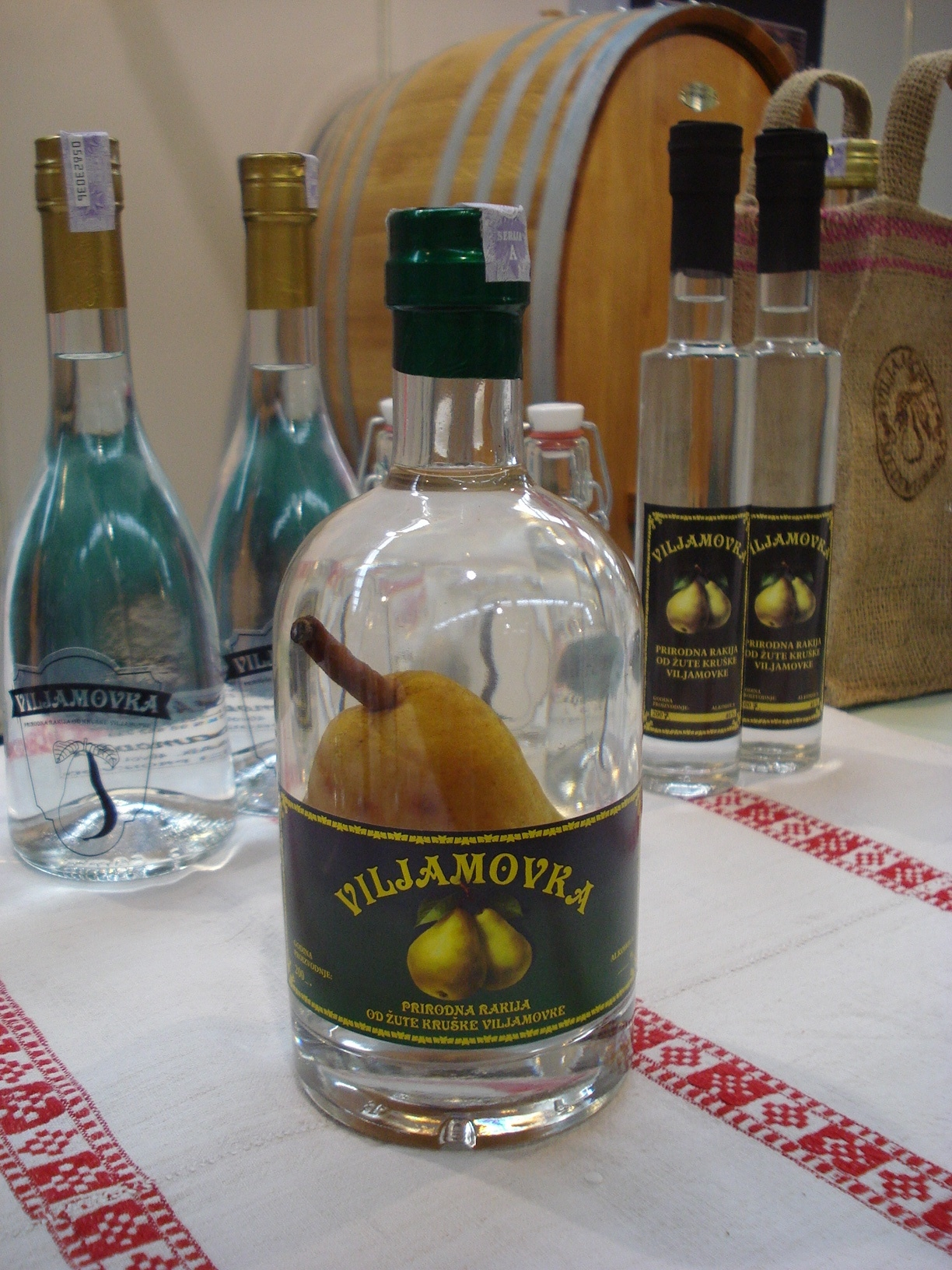
Die Birne in diesem Obstbrand aus Međimurje, Kroatien, ist in die Flasche hineingewachsen.

Verwendet wird die Sorte Williams Christ als Tafelobst, als Konserve, sowie zur Herstellung von Obstbrand und Likör. Das besondere Zeichen einiger der meist 40%igen Spirituosen ist eine Flasche, in der sich eine Birne befindet. Das Verfahren wurde von der Walliser Familie Germanier entwickelt. Um die Birne in die Flasche zu bekommen, stülpten sie nach der Birnbaumblüte Flaschen über die kleinen Früchte. Die Birnen wuchsen bis zum Herbst in der Flasche zu ihrer vollen Größe heran. Da sich aber nur ein Drittel der Birnen gut entwickelt, wird von manchen Herstellern die preiswertere Alternative gewählt, die Flasche am Boden aufzuschneiden, eine ausgereifte Birne hineinzugeben und den Boden wieder anzukleben. Da die Schnittstelle deutlich erkennbar ist, wird sie häufig mit einem Etikett überklebt.